# Capnia hingstoni
Capnia hingstoni är en bäcksländeart som beskrevs av Douglas E. Kimmins 1947. Capnia hingstoni ingår i släktet Capnia och familjen småbäcksländor. Inga underarter finns listade i Catalogue of Life.